# Jennifer Hermoso
Jennifer Hermoso Fuentes (Madrid, 9 de maio de 1990) é uma jogadora de futebol espanhola, que atua como atacante. Atualmente joga no Tigres do México e defende a seleção espanhola. Hermoso tem importante passagem pelo Barcelona, tendo conquistado a Liga dos Campeões e sendo uma das maiores artilheiras da história do clube catalão. Foi campeã da Copa do Mundo Feminina em 2023 com a seleção espanhola.
Hermoso foi eleita a segunda mulher mais influente do mundo em 2023, pela Financial Times; e uma das 100 mulheres mais influentes de Espanha, pela revista Forbes.

## Biografia

### Vida pessoal
Hermoso nasceu na cidade espanhola de Madrid, em 9 de maio de 1990, como Jennifer Hermoso Fuentes. Neta de Antonio Hernández, ex-goleiro do Atlético de Madrid.
Quando criança, jogava futsal e futebol com equipes mistas. Seu avô, percebendo seu gosto por futebol, a levava para ver os jogos do Atlético de Madrid. Com 12 anos de idade, entrou para a categoria de base do clube.

### Carreira
Hermoso começou sua carreira profissional em 2010, quando assinou com o Rayo Vallecano, conquistando seu primeiro título da Primeira Divisão em 2011. Entre 2013 e 2014, fez uma breve passagem pelo clube sueco Tyreso FF. Em 2014, assinou com o FC Barcelona, e foi a artilheira da história do time feminino. No ano de 2017, assinou com o Paris Saint-Germain. Em 2018, retornou para o Atlético de Madrid e em 2019 para o FC Barcelona. Em 2022, assinou com CF Pachuca.
Em 2024, foi contratada pelos Tigres do México, e em seu jogo inaugural, marcou os dois primeiros gols dos sete marcados sobre o León Femenil.
Foi selecionada para jogar pelo time principal da Seleção Espanhola em 2011 e jogou as Eurocopas de 2013 e 2017, e as Copas do Mundo de 2015, 2019 e 2023. Foi campeã da Copa do Mundo de 2023 e é a melhor artilheira da seleção. Após a polêmica ocorrida durante a cerimônia de premiação, para preservar Hermoso, a técnica Montse Tomé não a listou na primeira convocação, mas foi convocada novamente para integrar a seleção em 2024, e a jogar na Liga das Nações da Espanha.

### Polêmica
Durante a entrega das medalhas da Copa do Mundo de 2023, o presidente da Real Federação Espanhola de Futebol (RFEF), Luis Rubiales, segurou a cabeça de Hermoso com as duas mãos e deu um beijo nos lábios da jogadora, sem o seu consentimento. Após a manifestação da atleta, dizendo que não tinha gostado da atitude de Rubiales e não tinha consentido o beijo, a RFEF declarou que o ato tinha partido da própria jogadora e que estava mentido sobre o consentimento. Após a divulgação de vídeos, onde mostra o ato do beijo partindo de Rubiales, o presidente pediu desculpas, e ainda informou que o beijo foi consentido. Hermoso recebeu ameaças após os acontecimentos, e foi coagida pela comitiva de Rubiales a dizer que o beijo foi consentido.
As demais jogadoras da seleção protestaram contra a atitude do presidente, e se manifestaram em não fazer mais parte da Seleção Espanhola, caso não fossem tomadas as devidas providências. Por meio do sindicato Futpro, 80 jogadoras e ex-jogadoras de futebol pediram o demissão de Rubiales.
Após outros vídeos circularem, mostrando Rubiales segurando as genitais ao lado da Rainha Letizia, o presidente da RFEF renunciou ao cargo, e foi banido pela Fifa, por 90 dias, de todas as atividades futebolísticas. Hermoso denunciou Rubiales formalmente perante ao Ministério Público e o Tribunal Nacional de Espanha investiga Rubiales de “crimes de agressão e coerção sexual”.

### Na TV
Foi convidada pela emissora TVE, para participar do programa Las Campanadas de Noche, na virada do ano de 2023 para 2024 na Puerta del Sol, com o apresentador Ramón García e a cantora Ana Mena. Em 2024, participou do programa Planeta Calleja, convidada por Jesús Calleja onde fizeram uma viagem para a Islândia. Enquanto visitavam o país, Hermoso falou sobre a homossexualidade no futebol e declarou que nunca disse abertamente aos pais que é homossexual.

## Títulos

### Rayo Vallecano
- Primeira Divisão - 2011.[5]

### Paris Saint-Germain
- Copa da França - 2017.[20]

### FC Barcelona
- Copa de la Reina - 2014, 2016, 2020 e 2021.
- Primeira Divisão - 2014, 2015, 2020 e 2021.
- Supercopa da Espanha - 2022.
- Iberdrola - 2022.
- Liga dos Campeões - 2021.

### Seleção Espanhola de Futebol Feminino
- Copa do Mundo - 2023.[1]

### Individual
- Silver Ball Award - 2023.[21]
- Guardian’s Footballer of the Year Award - 2023.[12]
- UEFA Women's Champions League Squad of the Season - 2020 e 2021.[22][23]
- Troféu Pichichi - 2016, 2017, 2019, 2020 e 2021.[20]
- Prêmio Sócrates: 2024